# Górniak oliwkowy
Górniak oliwkowy (Aepeomys lugens) – gatunek ssaka z podrodziny bawełniaków (Sigmodontinae) w obrębie rodziny chomikowatych (Cricetidae), występujący w północnej Ameryce Południowej.

## Zasięg występowania
Górniak oliwkowy występuje endemicznie w Andach w zachodniej Wenezueli (Cordillera de Mérida).

## Taksonomia
Gatunek po raz pierwszy zgodnie z zasadami nazewnictwa binominalnego opisał w 1896 roku brytyjski zoolog Oldfield Thomas nadając mu nazwę Oryzomys (?) lugens. Holotyp pochodził z La Loma del Morro, na wysokości 3000 m, w pobliżu Méridy, w Wenezueli. 
Autorzy Illustrated Checklist of the Mammals of the World uznają ten takson za gatunek monotypowy.

### Etymologia
- Aepeomys: gr. αιπος aipos, αιπεος aipeos „wysokość, szczyt”; μυς mus, μυος muos „mysz”[8].
- lugens: łac. lugens, lugentis „żałobny”, od lugere „opłakiwać”[9].

## Morfologia
Jest to mały gryzoń: długość ciała (bez ogona) 110–119 mm, długość ogona 114–127 mm, długość ucha 18–21 mm, długość tylnej stopy 20–30 mm; masa ciała 30–44,5 g. Samce są średnio o 3,5% cięższe od samic Górniak oliwkowy ma miękkie, aksamitne futro o oliwkowobrązowej barwie, nieco jaśniejsze od spodu ciała. Uszy są duże (17 mm), brązowe. Dłonie i stopy są smukłe, pokryte rzadkim brązowym futrem od wierzchu, u nasady pazurów białawe. Ogon jest brązowy od wierzchu i jaśniejszy po stronie spodniej. Kariotyp zwierzęcia obejmuje 14 par chromosomów (2n=28), co wyraźnie odróżnia ten gatunek od górniaka brunatnego (Aepeomys reigi), który ma aż 22 pary chromosomów.

## Ekologia
Spotykany na wysokości od 1900 do 3500 m n.p.m. Żyje w pierwotnych lasach mglistych, rzadziej w lasach wtórnych. Spotyka się go u stóp drzew i paproci drzewiastych, wśród omszonych i pokrytych porostami głazów, wśród roślin zielnych i paproci, na i w pobliżu leżących na dnie lasu konarów. Preferuje środowisko wilgotne.
Prowadzi samotny, nocny tryb życia, naziemny lub częściowo nadrzewny. Jest głównie owadożerny, zjada stawonogi i ich larwy oraz pierścienice. Rozmnaża się przez cały rok, chociaż najintensywniej w porze deszczowej. W miocie przeważnie rodzą się dwa młode, choć stwierdzano mioty liczące do siedmiu sztuk.

## Populacja
Górniak oliwkowy jest lokalnie liczny. Występuje w kilku obszarach chronionych. W przyszłości zagrożeniem może się stać dla niego utrata środowiska, ale na razie nie grozi mu to. Międzynarodowa Unia Ochrony Przyrody uznaje go za gatunek najmniejszej troski.